# Gastronomía de Palestina
La gastronomía de Palestina consiste en alimentos comúnmente ingeridos por los palestinos, incluidos aquellos que viven en Palestina, Israel, Jordania, los campos de refugiados en los países vecinos, así como aquellos que constituyen lo que se conoce como la diáspora palestina, Junto con las gastronomías de Siria, Jordania y el Líbano conforman la conocida como cocina levantina. La cocina es una difusión de las culturas de las civilizaciones que se asentaron en la región geográfica de Palestina, especialmente durante y después de la era islámica a partir de la conquista del árabe Ummayad; posteriormente, el eventual califato abatí con influencia persa y terminando con las fuertes influencias de la cocina turca, como resultado de la llegada de los turcos otomanos. Es similar a las otras cocinas levantinas, incluyendo la libanesa, siria y jordana.
Los estilos de cocción varían según la región. El estilo de cocina y los ingredientes utilizados se basan generalmente en el clima y la ubicación de la región en particular, así como en las tradiciones. El arroz y variaciones de kibbeh son comunes en la Galilea. Cisjordania se dedica principalmente en las comidas más pesadas que impliquen el uso de pan Pita, el arroz y la carne; por otro lado, los habitantes de las costas frecuentan el pescado, otros mariscos, y lentejas. La cocina de Gaza es una variación de la cocina de Levante, pero es más diversa en mariscos y especias. Los habitantes de Gaza también consumen chiles en grandes cantidades. Las comidas se comen generalmente en el hogar, pero salir a cenar se ha vuelto importante sobre todo durante las fiestas donde comidas ligeras como ensaladas, pan y brochetas de carnes son servidas.
El área es también el hogar de muchos postres, que van desde aquellos realizadas regularmente y los que son únicamente preparados para las fiestas. La mayoría de los dulces palestinos son pasteles rellenos con quesos, dátiles o varios frutos secos como almendras, nueces o pistaches. Las bebidas también dependen de las fiestas, como durante el Ramadán, donde los jugos de algarrobo, tamarindo y albaricoque son consumidos al atardecer. El café se consume durante todo el día y el licor no es muy frecuente entre la población; sin embargo, algunas bebidas tales como arak o cerveza son consumidos por los cristianos y los musulmanes menos conservadores.

## Historia

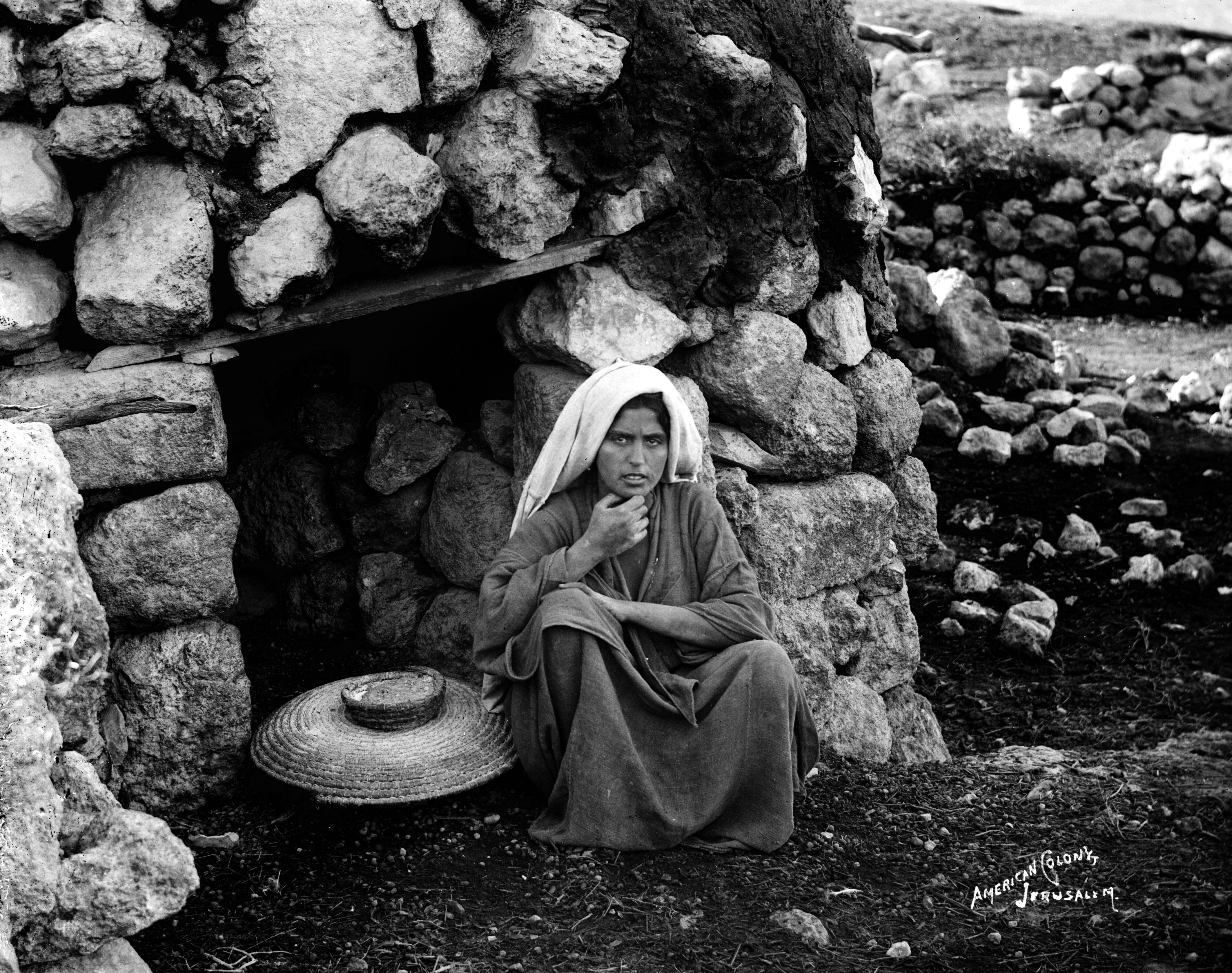
Taboon, en Palestina. Foto tomada el 1898-1914 por American Colony, Jerusalem.

La región del Levante sur tiene un pasado muy variado y, como tal, su cocina tiene contribuciones de diversas culturas. Después de que el área fue conquistada por los musulmanes, se convirtió en parte de un País de Sham con el nombre de Yund Filastin; por lo tanto, muchos aspectos de la cocina palestina son similares a la cocina de Siria, especialmente en la Galilea. Platos sirio-palestinos modernos han sido generalmente influenciados por la regla de los tres principales grupos islámicos: los árabes, los árabes de influencia persa (iraquíes) y los turcos.

Los árabes que conquistaron Siria y Palestina tenían inicialmente tradiciones culinarias sencillas basadas principalmente en el uso de arroz, cordero, yogur y dátiles. Esta cocina no avanzó durante siglos hasta la subida del califato abasí, que estableció Bagdad como su capital e integró elementos de la cocina persa en la cocina árabe en existencia. El geógrafo árabe al-Muqaddasi dijo lo siguiente sobre los alimentos de Palestina:

De Palestina vienen las aceitunas, higos secos, pasas, la fruta de algarrobo ... de Jerusalén vienen los quesos y las pasas célebres de las especies conocidas como  Ainuni  y  Duri , excelentes manzanas ... también los piñones de la clase llamada  Quraish mordida , y su igual no se encuentra en otro lugar ... desde Sughar y Beit She'an vienen los dátiles, la melaza llamada  dibs  y el arroz.

La cocina del Imperio Otomano, que incorporó a Palestina en 1516, estaba parcialmente formada por lo que se había convertido, para entonces una "rica" cocina árabe. Después de la guerra de Crimea en 1855, muchas otras comunidades incluyendo bosnios, griegos, franceses e italianos comenzaron a establecerse en la zona, especialmente en los centros urbanos, tales como Jerusalén, Jaffa y Belén. Las cocinas de las comunidades contribuyeron al carácter de la cocina palestina, especialmente las comunidades de los Balcanes. Hasta alrededor de los años 1950-1960, los principales ingredientes para la cocina rural palestina eran el aceite de oliva, orégano y pan horneado en un horno sencillo llamado Taboon. El autor G. Robinson Lees, en 1905, observó que "el horno no está en la casa, tiene un edificio propio, propiedad conjunta de varias familias cuyo deber es mantenerlo siempre caliente."

## Cocinas regionales
Hay tres regiones culinarias primarias de Palestina- la Galilea, Gaza y Cisjordania (que tiene sus propias subregiones culinarias que van de norte a sur). En la Galilea, bulgur y carne (de res o cordero) son los ingredientes principales que son a menudo combinado para formar diversas variaciones de platos que van desde una comida de tamaño familiar a una guarnición; sin embargo, en Cisjordania y la Franja de Gaza, las poblaciones tienen un estilo de cocina propio. En Cisjordania, las comidas son particularmente pesadas y contrastan con los alimentos del norte del Levante. Los platos principales incluyen arroz, panes planos y carnes asadas. El alimento básico de los habitantes de la Franja de Gaza es el pescado debido a su ubicación en la costa mediterránea. Su cocina es similar a la del Levante; sin embargo, otras especias se utilizan con más frecuencia. Estas generalmente incluyen chiles, semillas de eneldo, ajo y acelgas. Aunque la cocina es variada, en general los palestinos no se restringen a los alimentos de su región específica y hay constante difusión culinaria entre ellos. Aunque debido al aislamiento de Gaza de otras zonas levantinas árabes y palestinas, sus estilos de cocina son menos conocidos en la región.

### Galilea

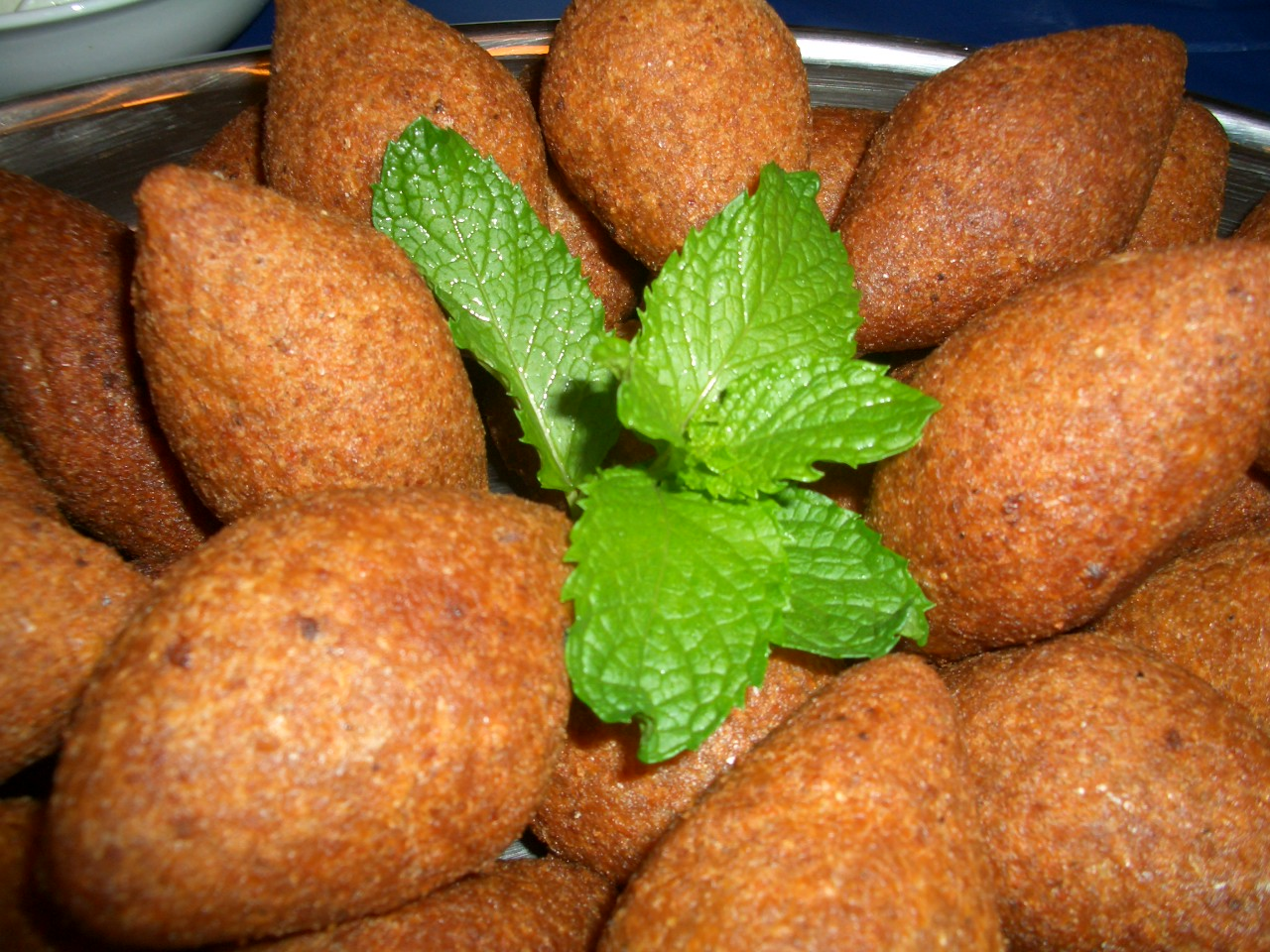
Plato de bolas de kibbeh con hojas de menta como adorno

La cocina de la Galilea es muy similar a la cocina libanesa, debido a la extensa comunicación entre las dos regiones antes del establecimiento de Israel. La Galilea está especializada en comidas a base de la combinación de bulgur, especias y carne, conocidos como kubbi por los árabes. Kubbi bi-siniyee es una combinación de cordero o carne picada mezclada con pimienta y otras especias envueltos en una corteza de bulgur, cocida en el horno. Kubbi bi-siniyee podría servir como plato principal durante un almuerzo en Palestina. Kubbi neyee es una variación de kubbi, que se sirve como carne cruda mezclada con bulgur y una variedad de especias. Se consume principalmente como guarnición con pita o pan yufka utilizado para sostener la carne. Dado que el plato es crudo, todo lo que no se come se cocina al día siguiente, ya sea en la versión al horno o como pelotas Kibbeh fritos.
Una comida para una ocasión especial en la Galilea consiste en cordero asado o cualquier otro tipo de carne complementado con una mezcla de arroz con carne de cordero picada y condimentada con un surtido de especias, generalmente adornado con perejil picado y nueces tostadas. Shish kebab o lahme mashwi y shish taouk son carnes asadas en los pinchos y se comen comúnmente después de una gran variedad de aperitivos conocidos como la maza.
El meze consiste en una amplia variedad de aperitivos, generalmente incluyendo hummus (a veces cubierto con carne), ghannouj baba, tabouli, lebeneh, aceitunas y vegetales encurtidos. Queso Ackawi, un queso semiduro común en todo el Medio Oriente  y entre la diáspora árabe, se originó en la ciudad de Acre en la costa de la Galilea. Acre se pronuncia Akka, siendo esto el origen del nombre del queso.

### Cisjordania

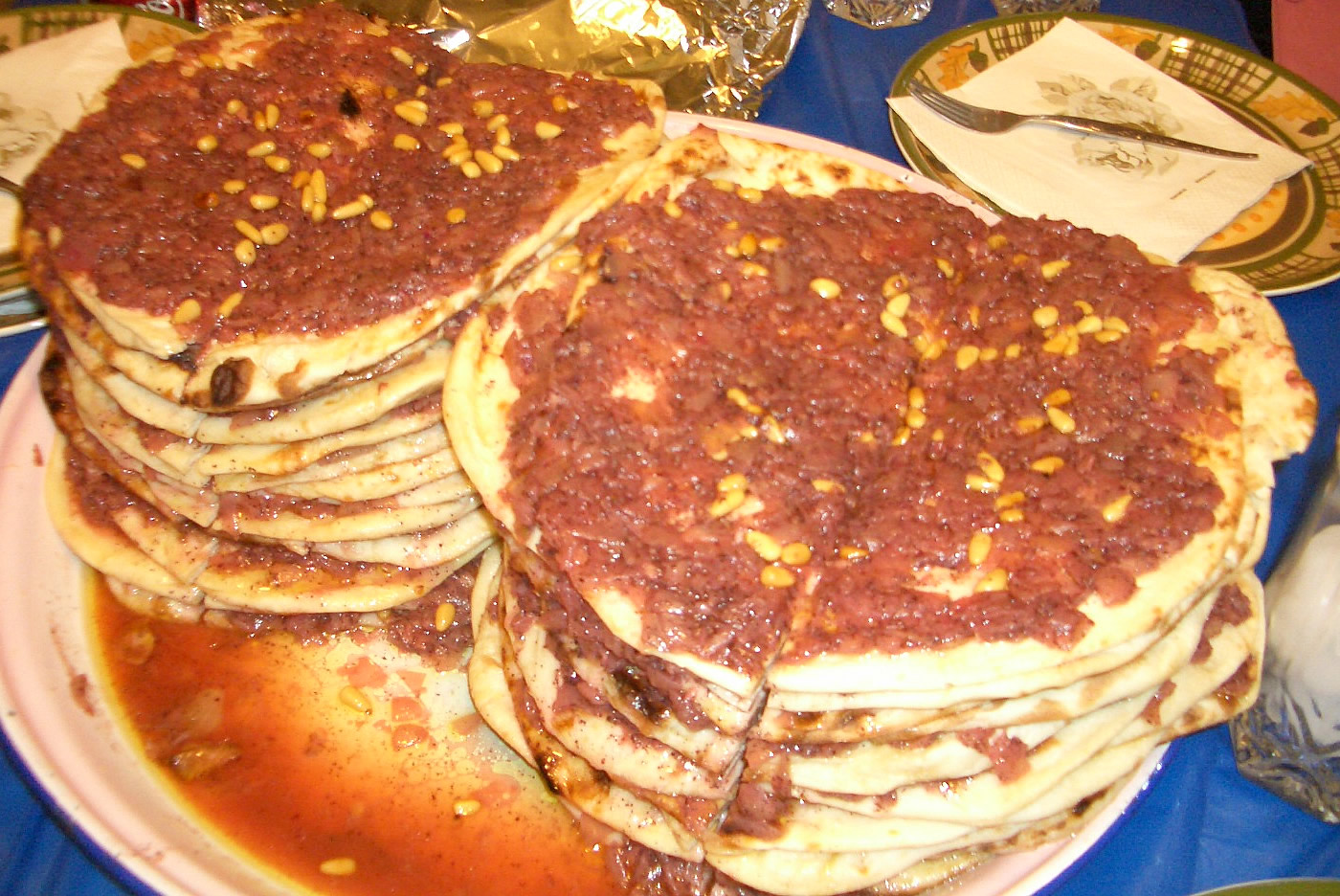
Pan Musakhan

Musakhkhan es un plato principal común que se originó en la zona de Yenín y Tulkarem, en el norte de Cisjordania. Se compone de un pollo asado sobre un pan Taboon o pita cubierto con trozos de cebolla dulce frita, zumaque, pimienta de Jamaica y piñones. Maqluba es una cazuela al revés de arroz al revés y berenjena al horno mezclado con coliflores cocidas, zanahorias y pollo o cordero. El platillo es conocido en todo el Levante, pero entre los palestinos en particular. Su origen se remonta al siglo XII.

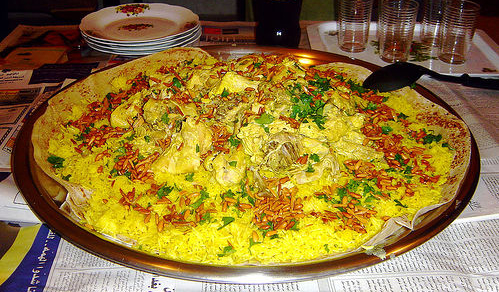
Un siniyyeh de Mansaf

Mansaf es una comida tradicional en la región central de Cisjordania y Néguev en el sur de Cisjordania, que tiene sus raíces en la población beduina de la antigua Arabia. Se cocina principalmente en ocasiones como, durante las vacaciones, bodas o una gran reunión. Mansaf se cocina como una pierna de cordero o grandes trozos de cordero en la parte superior de un pan Taboon que por lo general ha sido cubierto con arroz amarillo. Un espeso yogur seco hecho con leche de cabra, llamado Jameed, se vierte en la parte superior del cordero y arroz para darle su distintivo sabor y gusto. El plato también se adorna con piñones cocidos y almendras. La forma clásica de comer mansaf es utilizando la mano derecha como un utensilio. Por cortesía, los participantes utilizan las piezas de carne para servirse el platillo. 

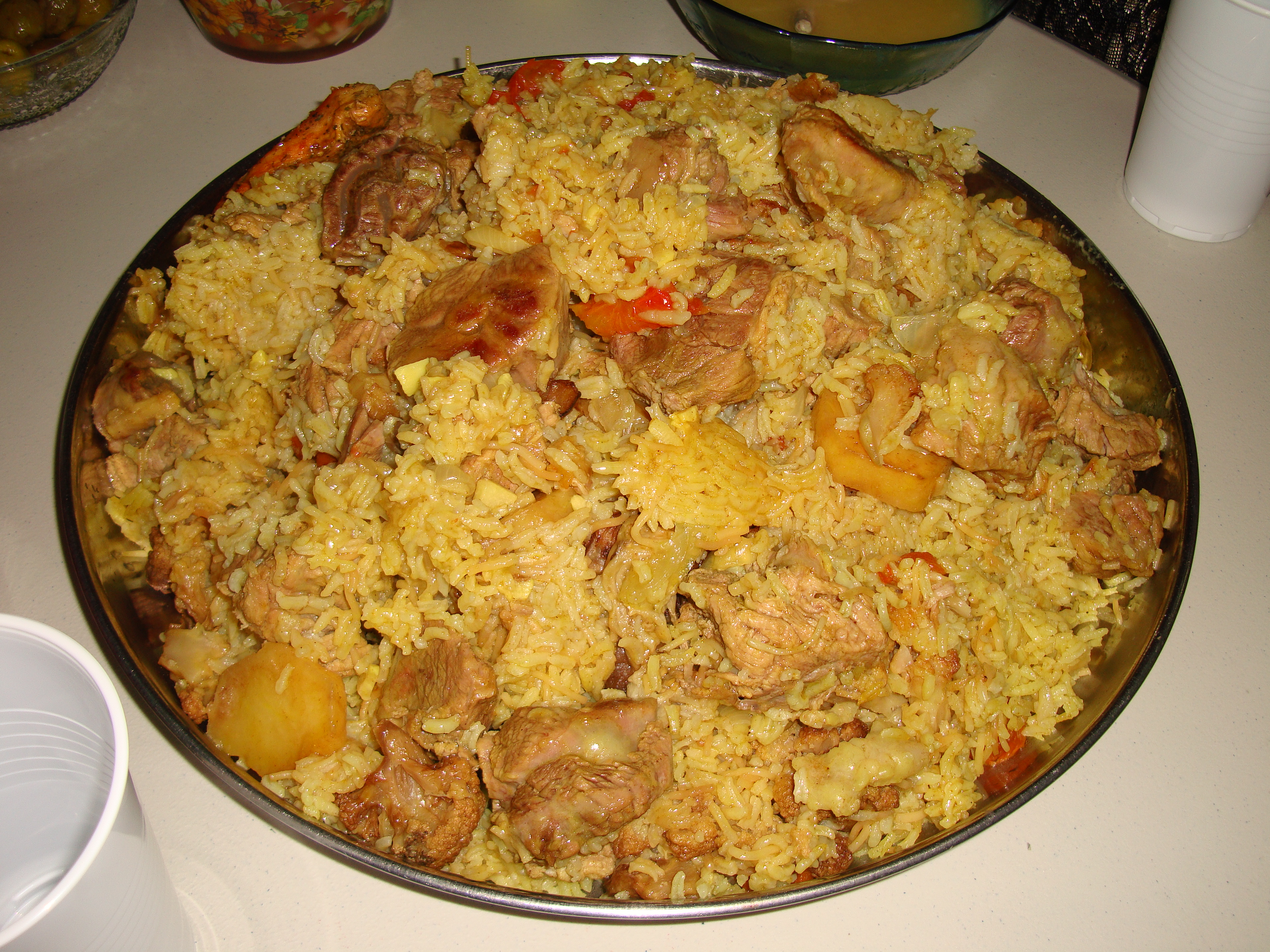
Maqluba con cordero

Además de las comidas, muchas subregiones de Cisjordania tienen sus propias mermeladas a base de frutas. En la zona de Hebrón, los principales cultivos son las uvas. Las familias que viven en el área cosechan la uva en la primavera y el verano para producir una variedad de productos que van desde las pasas, mermeladas y una melaza conocidos como dibs. La zona de Belén, Beit Jala, en particular, y el pueblo de Jifna son conocidos regionalmente por sus albaricoques y mermelada de albaricoque así como la zona de Tulkarem es conocida por sus aceitunas y aceite de oliva.

### Gaza
Estilo de cocina de la Franja de Gaza es similar a los estilos culinarios adoptadas por el resto de los países del Levante, y también está influenciada por la costa mediterránea. El alimento básico para la mayoría de los habitantes de la zona es el pescado. Gaza tiene una industria pesquera importante y el pescado se sirve a menudo ya sea a la parrilla o frito después de ser rellenado con cilantro, ajo, pimiento rojo y comino y marinado en una mezcla de cilantro, pimientos rojos, comino y limones cortados. Además del pescado, así como otros tipos de mariscos,  Zibdieh es un platillo de cazuela de barro, que consiste en camarones cocidos en un guiso de aceite de oliva, ajo, chiles y tomates pelados. Los cangrejos se cuecen y después rellenados con una pasta de pimiento rojo picante llamada shatta.
Un platillo nativo de la zona de Gaza es el Sumaghiyyeh, que consiste en zumaque empapada en agua mezclada con tahina. La mezcla se añade a acelga rebanada y piezas de carne cocida y garbanzos guisados y, además, es aromatizado con semillas de eneldo, ajo y pimientos picantes. A menudo se come fresco con khubz. Rummaniyya se prepara de manera diferente dependiendo de la época del año y se compone de semillas de granada sin madurar, berenjenas, tahina, ajo, chiles y lentejas. Fukharit adas es un guiso de lentejas cocido a fuego lento condimentado con pimienta roja, semillas de eneldo, ajo machacado y comino; se hace tradicionalmente durante el invierno y principios de primavera.
Qidra es un plato de arroz nombrado por la vasija de barro y horno en el que se cuece. El arroz se cocina con trozos de carne en el interior de la vasija, a menudo utilizando cordero, los dientes de ajo enteros, garbanzos, vainas de cardamomo, y varias otras especias como, cúrcuma, canela, pimienta, nuez moscada y el comino. Arroz blanco cocido en carne o caldo de pollo y aromatizado con especias suaves incluyendo la canela se conoce como Fatteh ghazzawiyyeh. El arroz se coloca sobre un pan yufka delgado conocido como farasheeh, cubiertas con ghee y rematado con pollo o cordero relleno. Este platillo se come con pimientos verdes y salsa de limón.

## Tipos de comidas

### Comidas con arroz
El arroz es el ingrediente básico en platos ceremoniales y es un elemento muy importante de las comidas palestinas. Platos con arroz suelen ser el platillo principal de la cena palestina, porque consisten en una variedad de ingredientes que se encuentran comúnmente en el territorio palestino. El arroz por lo general no se sirve solo o como guarnición (ver ruz ma Lajma abajo), sino que se incorpora dentro de un plato grande o tabeekh (plato), que incluye sopas, verduras y carne (pollo o cordero). La carne está casi siempre presente en los platos palestinos.
Mansaf es un plato muy popular que se sirve generalmente durante los eventos importantes, tales como una tradicional boda, compromiso, funeral, el bautismo y la circuncisión. Es un plato que incorpora todos los elementos de la tierra palestina, como el pan, sopa de laban (yogur), arroz, frutos secos (piñones), perejil y cordero, haciéndolo un platillo cultural. La comida se sirve a menudo a la manera tradicional en plato largo común, un Sidr. La comida se come generalmente sin el uso de vajilla, sino que cada persona se sienta el uno al lado del otro uno para comer del mismo plato grande.
Maqluba significa "boca abajo" en árabe, y es un plato hecho con carne, vegetales fritos y arroz. El plato se cocina con la carne en el fondo de una olla grande, a continuación, se añaden capas con verduras fritas, como las papas, zanahorias, coliflor y berenjena. Después, el arroz se añade al plato a medida que se completa la cocción. Cuando se sirve, el Maqluba se voltea boca abajo con la carne ahora en la parte superior, de ahí el nombre. Maqluba es un plato popular, comúnmente servido con ensalada y yogur por los palestinos.
Oozie es un rico plato de arroz con verduras picadas y carne asada servida con él. El plato es visto como relativamente más simple de cocinar que otros platos palestinos, ya que se cocina con arroz básico (con verduras en cubitos) y una carne servida en la parte superior de la misma. La comida se sirve en un gran Sidr, similar a mansaf, decorado con perejil picado y piñones picados o almendras picadas.
Ruz ma Lajma es generalmente el único plato conformado únicamente por arroz en la mayoría de cocina árabe y palestina, con arroz simplemente cocido, especias, carne picada y nueces. Se suele servir con un cordero completo, kharoof, como el plato principal.

### Guisados
Los guisos son básicos para la cocina familiar diaria y siempre se sirven con fideos de arroz o arroz blanco. Son populares porque ofrecen una amplia gama de nutrientes de la carne, las verduras y el arroz. El líquido extra es también esencial en el clima seco. Los guisados también son económicamente beneficiosos, ya que proporcionan relativamente pequeña cantidad de carne en la alimentación de las familias numerosas, sobre todo entre la población más pobre.
Mloukhiyeh es un guiso de malva del Judío. La Malva del Judío es recogida durante el tiempo de la cosecha, y es congelada o secada. Es muy popular en el Medio Oriente, ya que se cultiva en zonas de clima seco. El guiso se cocina con el jugo de limón y agua, y servido con limones cortados y arroz. La comida puede ser servida con pollo o cordero; sin embargo, se puede servir sin ninguno (a diferencia de muchas otras comidas palestinos).
Adas es una sana sopa de lentejas, común en el Medio Oriente. A diferencia de otras partes del Medio Oriente, los palestinos no incorporan yogur u otros ingredientes en esta sopa. Más bien se hace con lentejas y cebolla picada y servido con rodajas de cebolla y pan en el lado.

### Comidas con pan

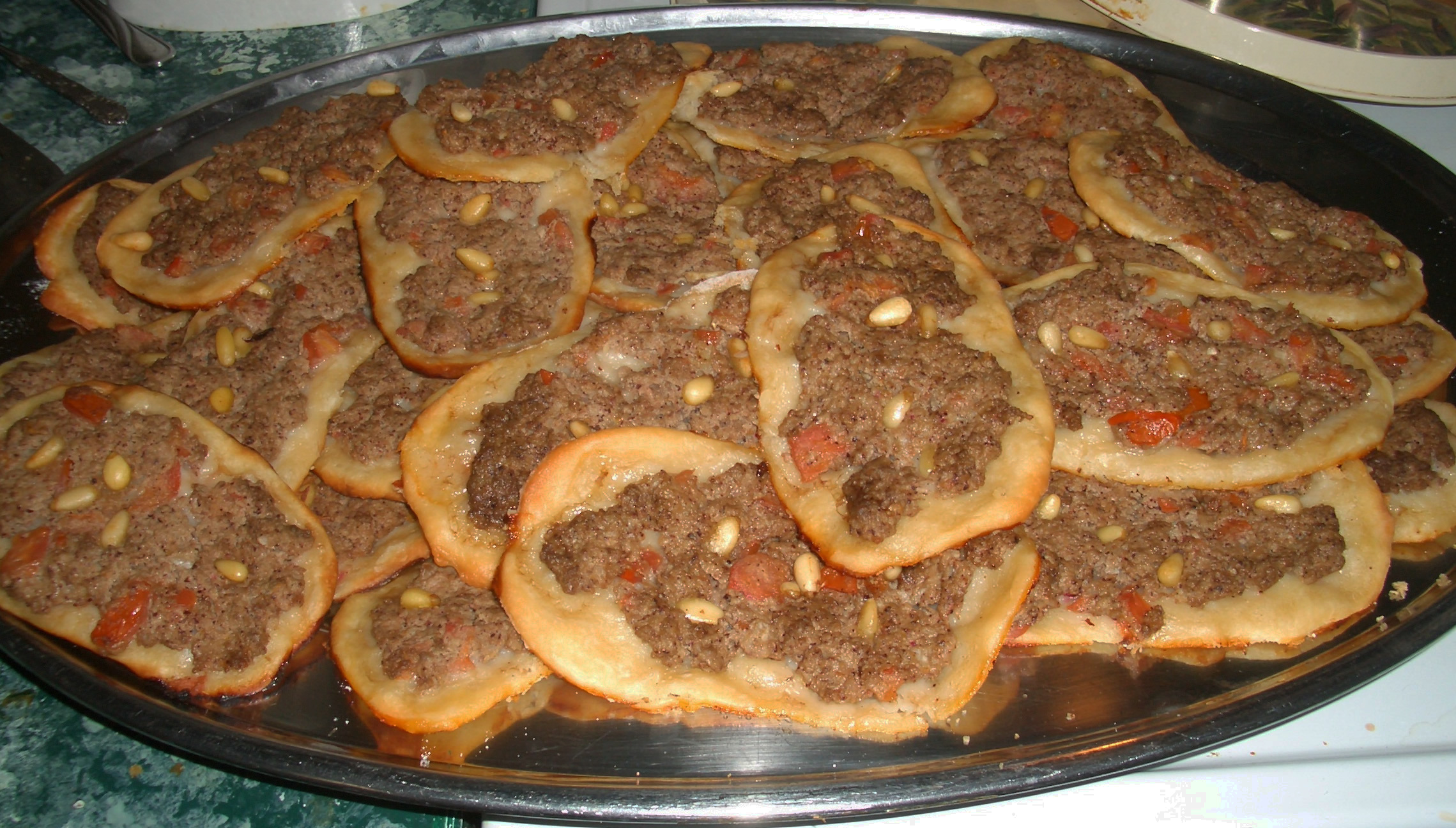
Pan Sfiha

Los palestinos hornean una variedad de diferentes tipos de panes: incluyen khubz, pita y yufka y Taboon. Khubz es un pan de todos los días y es muy similar al pita. A menudo toma el lugar de los utensilios; se rompe en trozos pequeños y se utiliza para recoger diversas salsas como hummus o ful. Yufka es un pan delgado como papel sin levadura y cuando se desdobla es casi transparente. Taboon recibe su nombre de los hornos utilizados para hornearlo.
Musakhkhan es un plato muy popular palestino compuesto de pollo asado, con cebolla frita,  zumaque,  pimienta de Jamaica, azafrán y piñones encima de uno o más taboons. El plato se suele comer con las manos y se sirve con limón cortado en el lado. En abril de 2010, los palestinos se introdujeron en el Libro Guinness de los Récords por el plato más grande de Musakhkhan.
La gastronomía de Palestina también incluye muchos alimentos como pizzas pequeñas, incluyendo manakish, sfiha, fatayer, samosa y ikras. Sfiha es un pan plano en miniatura al horno, cubierto con cordero y pimientos cocidos o tomates. Manakish es un pan plano al horno, por lo general cubierto con za'atar y aceite de oliva. Sfiha son empanadas de carne decoradas con especias y pimientos. Samosa y Fatayer son pastas al horno o a veces fritas rellenas de carne picada y cebollas cocidas o snobar (piñones). Fatayer suele plegarse en triángulos y, a diferencia de la samosa, podría ser llenado con queso árabe o za'atar. Ikras es similar a samosa y fatayer, mediante el uso de la pasta rellena de carne o de espinacas, sin embargo, no se fríen (como la samosa), y por lo general se sirven como una comida en lugar de adición de la comida o guarnición.

Los emparedados generalmente se hacen utilizando yufka o khubz, como el Döner y Falafel también son comidas comunes de pan. El döner se puede servir como un bocadillo o una comida con carne y pan. Puede ser de pollo o carne de res y está adornado con una variedad de aderezos. Estos pueden incluir encurtidos, hummus, o una mezcla de yogur de ajo. Falafel, garbanzos fritos, perejil y cebolla se fríen en pequeñas empanadas y están adornadas con coberturas similares a döner. 

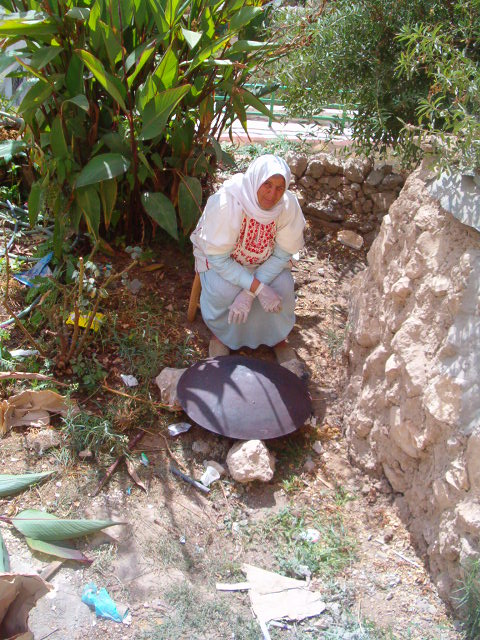
Una mujer palestina horneando pan markook bread en la ciudad de Artes

### Mahshi

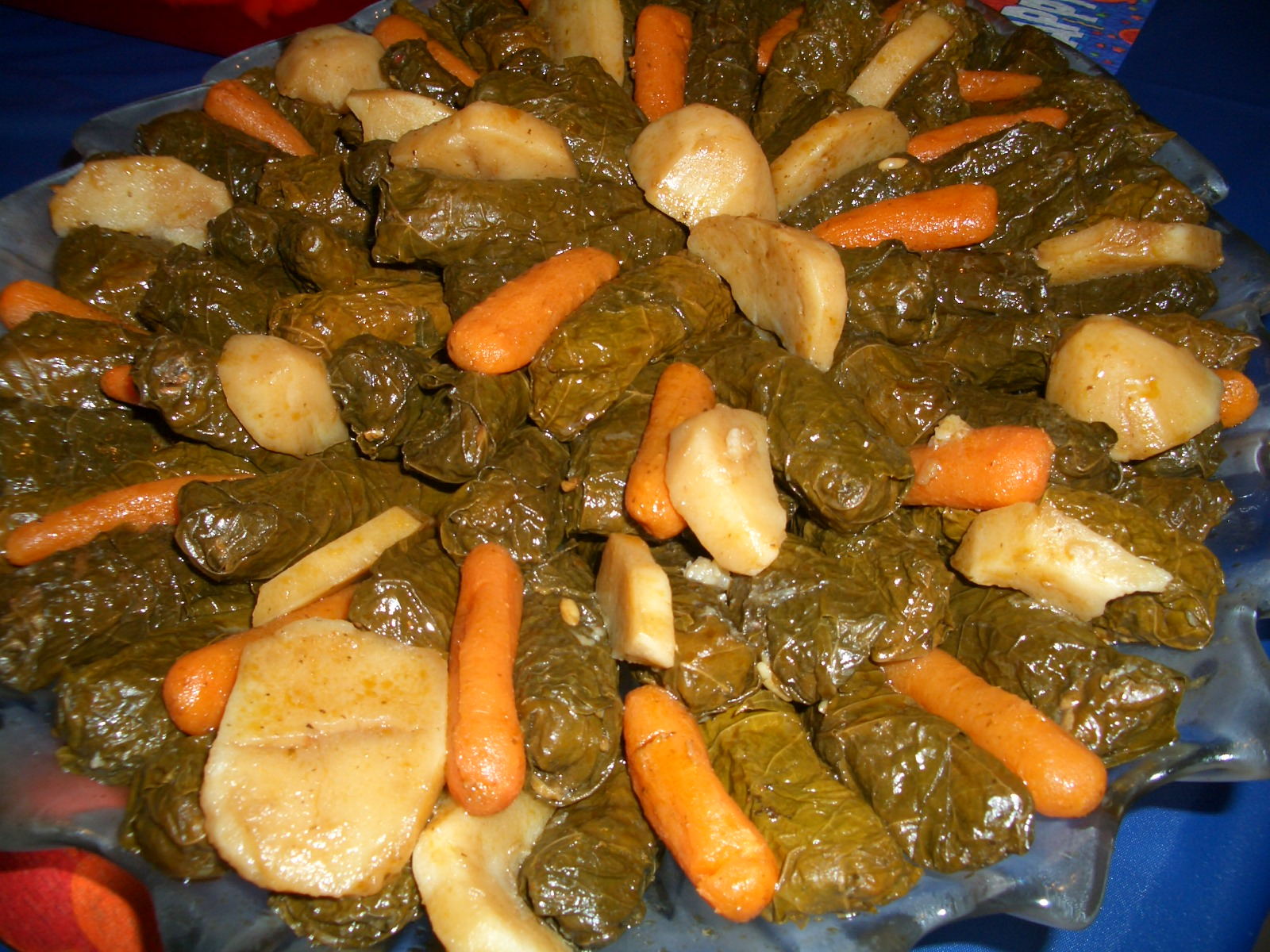
Porción de tamaño familiar de waraq al-'ainib

Los platillos de mahshi (pl. Mahshi) se componen verduras rellenas de arroz como berenjenas, calabazas, patatas, zanahorias y calabacines, así como una variedad de verduras de hoja, principalmente hojas de uva, hojas de col y con menos frecuencia acelgas. Mahshi requiere delicadeza y el tiempo-razón principal por la cual se prepara antes del día en que se cocina y se sirve. Muchas mujeres de la familia participan en la laminación y el relleno de las verduras, disminuyendo la cantidad de esfuerzo individual requerido, con gran atención al detalle.
Waraq al-'ainib "hojas de uva rellenas" es una comida mahshi reservada para grandes reuniones. Las hojas de la uva están normalmente envueltas alrededor de la carne picada, arroz blanco y los tomates cortados en cubitos; sin embargo, no siempre se utiliza carne. Es una excelente representación de la atención a los detalles que se encuentran comúnmente en la cocina palestina y levante, con cada pieza bien envuelta en bocados del tamaño de cigarrillos (algunas familias difieren en su estructura). Luego se cocina y se sirven docenas de rollos en un plato grande por lo general acompañado de rodajas de patata hervida, zanahorias y trozos de cordero. Kousa mahshi son calabacines rellenos con los mismos ingredientes que waraq al-'ainib y por lo general se sirve junto a él en las comidas pesadas. Si se hace con un gran número de calabacines, así como el waraq al-'ainib  se conoce como waraq al-'ainib wa kousa.

### Salsas y guarniciones
Salsas para pan y guarniciones como: hummus, baba ghanoush, mutabbel y labneh son frecuentes durante el desayuno y la cena.
Hummus es un elemento básico en guarniciones palestinas, en particular en hummus bi tahini, en la que granos molidos hervidos se mezclan con tahini (pasta de sésamo) y, a veces el jugo de limón. Hummus es a menudo mezclado con aceite de oliva y, a veces salpicado con paprika, orégano y piñones; estos últimos son especialmente populares en Cisjordania. Los garbanzos también se mezclan con tul (faca habas), resultando en un plato totalmente diferente, mukhluta, con un sabor distinto y color parduzco.
Baba ghanoush es una salsa de berenjena con varias versiones. La raíz de todas las variantes es puré de berenjena asada y tahini con aceite de oliva, que puede ser saborizado, ya sea con ajo, cebolla, pimientos, semillas de comino molido, menta y perejil. Mutabbel es una de las variantes más picantes ya que contiene ralladura de chiles verdes.
Jibneh arabieh o jibneh baida es un queso de mesa blanco servido con cualquiera de los platos anteriores. El queso Ackawi es una variación común de jibneh baida, tiene una textura suave y un sabor salado sutil. Labaneh es un pastel de yogur, con textura de queso crema, ya sea servido en un plato con aceite de oliva y za'atar-que generalmente se llama labeneh wa za'atar- o en un sándwich khubz. 

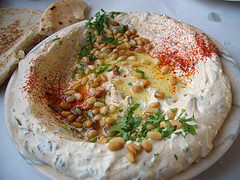
Plato de hummus con paprika, aceite de oliva y piñones

### Ensaladas

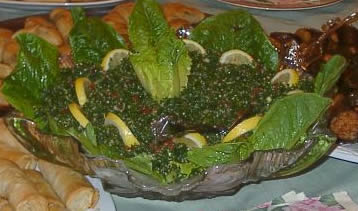
Tabulé con lechuga y rodajas de limón

La ensalada palestina más servida es un tipo simple conocido como salatat bandura(ensalada de tomate), similar a la ensalada árabe. Se compone de tomates cortados en cubitos y pepinos combinados con aceite de oliva, perejil, jugo de limón y sal. Dependiendo de la zona de Palestina, la receta puede incluir cebollín y ajo también.
Tabulé es una ensalada de mesa de estilo mediterráneo originarios del Levante. La ensalada está hecha de pedazos perejil, bulgur, tomates picados, pepinos y está salteado con jugo de limón y vinagre. En 2006, el mayor plato de tabulé en el mundo fue preparado por cocineros palestinos en la ciudad cisjordana de Ramala.
Fattoush es una combinación de piezas de pan tostado y perejil con pepinos picados, rábanos, tomates y cebollines y condimentados con zumaque. Dagga es una ensalada de Gaza usualmente hecha en un cuenco de barro y es una mezcla de tomate triturado, dientes de ajo, chiles rojos, eneldo picado y aceite de oliva. Es sazonado con jugo de limón inmediatamente antes de ser servido.
Salatah arabieh o "ensalada árabe" es una ensalada utilizada con la mayoría de las comidas. Lechuga romana, tomates y pepinos son los ingredientes principales. La lechuga se corta en tiras largas y luego picadas en tiras finas, los tomates y los pepinos se cortan en cubos. Una pizca de sal, el jugo de un limón fresco entero y varias cucharadas de aceite de oliva se utilizan para dar el toque final.

### Dulces

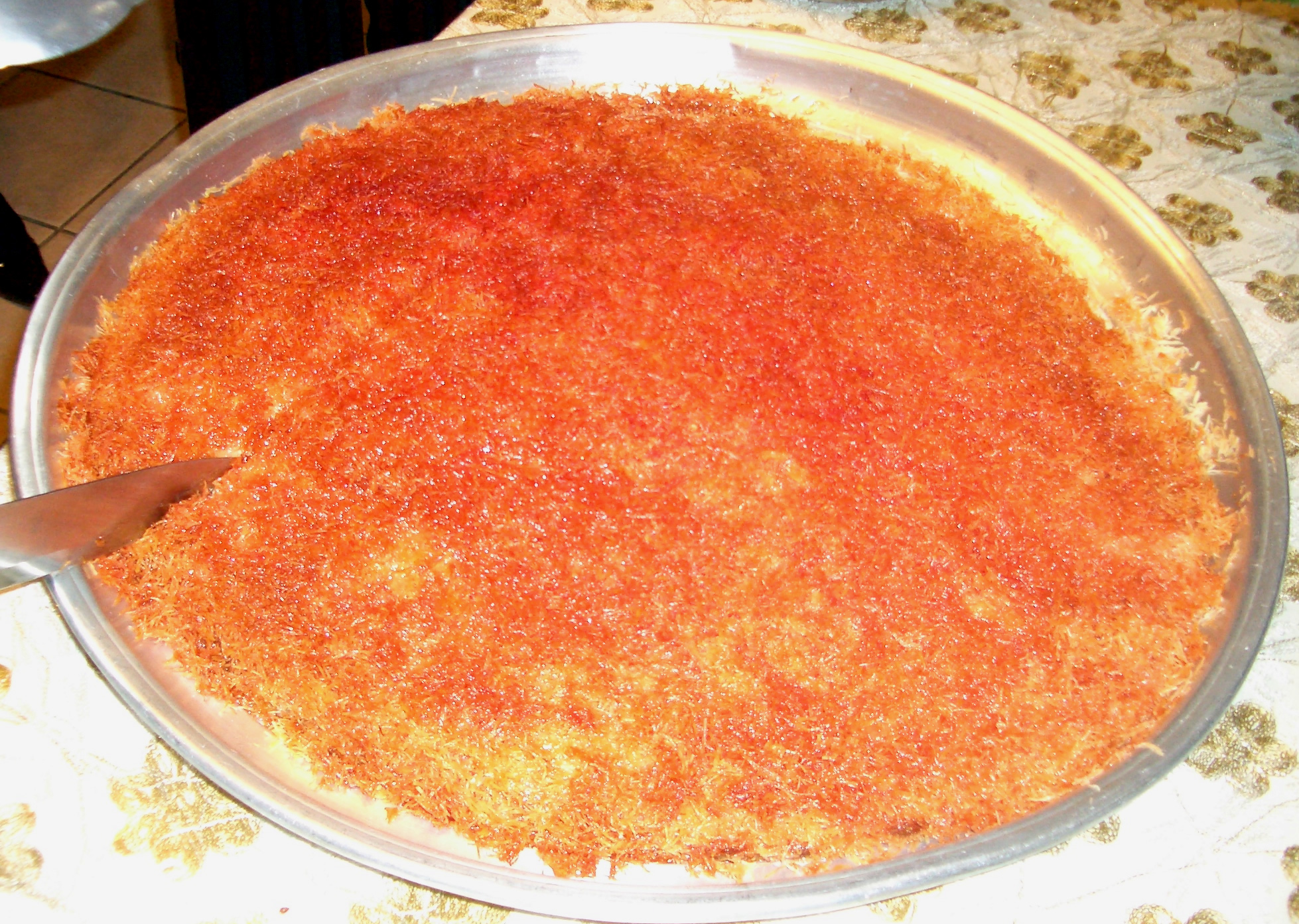
Un siniyyeh de Kanafeh

Los postres palestinos incluyen baklava, halawa y kanafeh, así como otros pasteles de sémola y trigo. Baklawa es una pasta hecha de hojas delgadas de pasta de harina sin levadura (hojaldre), llenos de pistaches y nueces endulzadas con miel. Burma Til-Kadayif, o simplemente Burma, especialmente popular en el este de Jerusalén, tiene el mismo relleno que el baklawa, pero es cilíndrico y hecho con masa de kanafeh en lugar de hojaldre. Halawa es un dulce de sésamo endulzado servido en trozos. Muhalabiyeh es un arroz con leche hecho con leche y rematado con pistaches o almendras.

Kanafeh (kanafeh bil-Jibn), es un postre muy conocido en el mundo árabe y Turquía. Hecho de varias tiras finas de fideos de pastelería con queso endulzado con miel en el centro, la capa superior de la masa es usualmente teñida de naranja con colorante de alimentos y rociado con pistachos triturados. Nablus, hasta nuestros días es famosa por su kanafeh, en parte debido a su uso de un queso en salmuera blanco llamado Nabulsi en honor a la ciudad. Azúcar hervida se utiliza como un jarabe para el kanafeh. 

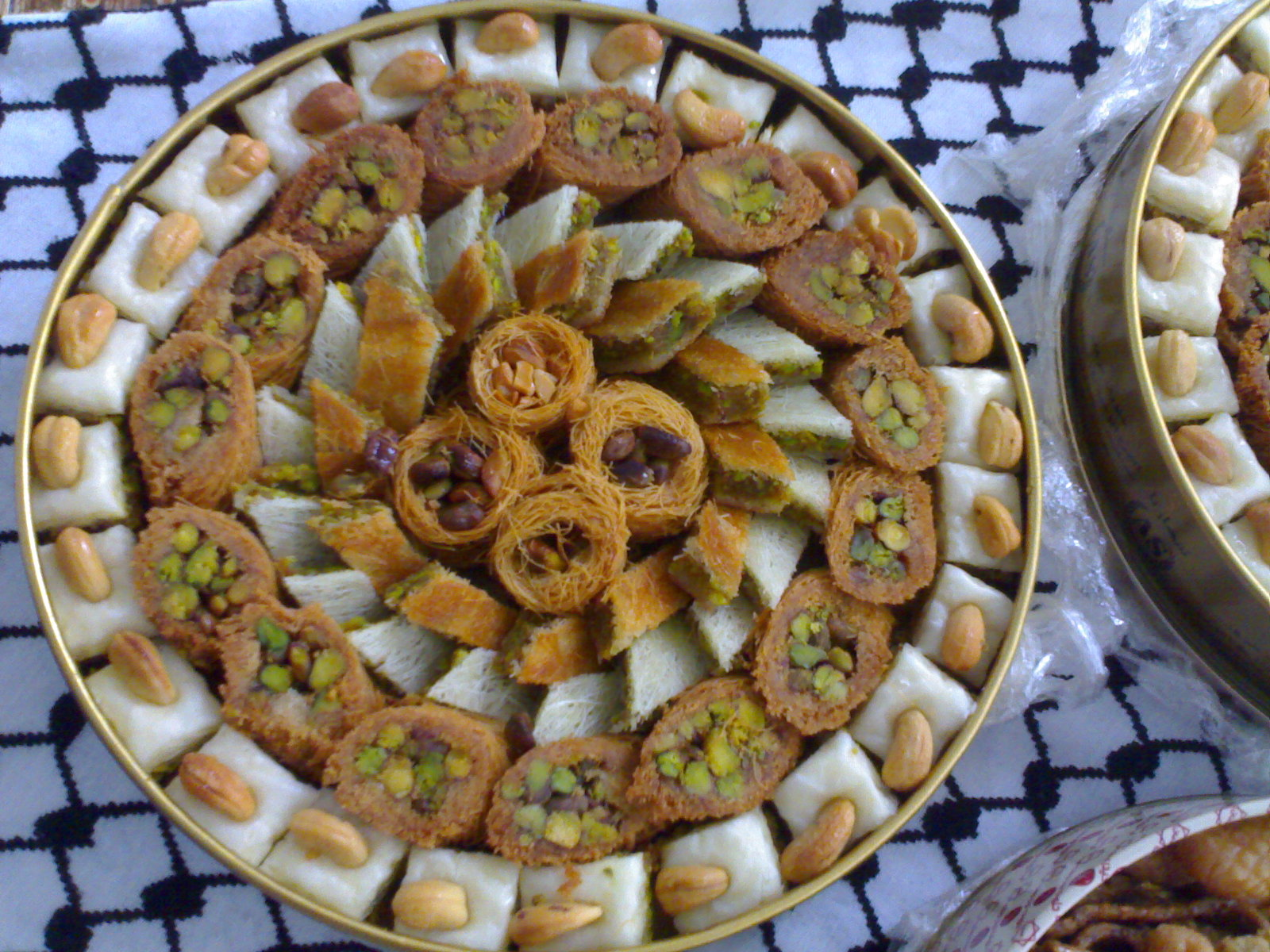
Dulces Baklawa de Nablus

### Aperitivos
Es común que los anfitriones palestinos sirvan frutas frescas y secas, nueces, semillas y dátiles para sus huéspedes. Sandía asada y salda, calabaza y semillas de girasol, así como, pistachos y anacardos son legumbres comunes.
Semillas de la sandía, conocidas como bizir al-bateekh y semillas de calabaza, conocidas como bizir abyad se comen regularmente durante varias actividades de ocio: jugar cartas, fumar argeelah, conversar con amigos o antes y después de las comidas

## Estructura de las comidas
La cultura y la vida de los palestinos gira en torno a los alimentos en todos los aspectos, ya sea si se trata de un día ordinario o una ocasión especial, como una boda o una fiesta. Las comidas se estructuran en un orden cíclico por los palestinos y lapso en dos platos principales y varios más intermedios como el café, frutas y dulces, así como la cena. Al igual que en la mayoría de las culturas árabes, las comidas son un tiempo para estar con la familia y podrían durar 1-2 horas dependiendo de la hora específica del día. A diferencia de otras culturas, el almuerzo es el alimento primario y el desayuno y la cena son más ligeros en su contenido.
- Fatur/Iftur (lit. "desayuno") es un término para el desayuno, por lo general se compone de huevos fritos, aceitunas, labaneh, aceite de oliva, za'atar o mermeladas. Hummus bi tahini también se come principalmente durante este tiempo el día.[23]

- Ghada es un término para el almuerzo, por lo general al final de la tarde. El almuerzo es la comida más pesada del día y podría incluir el arroz, cordero, pollo, verduras cocidas y formas de mahashi.[8][23]

- Asrooneh deriva de la palabra 'Asr' (lit.' tarde ') es un término para el consumo de una variedad de frutas y legumbres después gheda.[23]

- 'Asha es un término para la cena, que se come generalmente en cualquier momento 8-10 p. m.. 'Asha es más simple que gheda y algunos alimentos consumidos incluyen fatayer, hummus bi tahina, una variedad de ensaladas y una tortilla de estilo levantino llamada ijee.[23]

- 'Hilew A veces después o justo antes de' asha, así como cuando se tienen visitas incluye varios dulces. Baklawa es común y por lo general se adquiere de pastelerías en lugar de hechos en casa, como muhallabiyeh.

- Shay wa Kahwah Té y el café se sirven en todo el día antes, después y entre fatur, ghada y 'asha.

## Salir a cenar

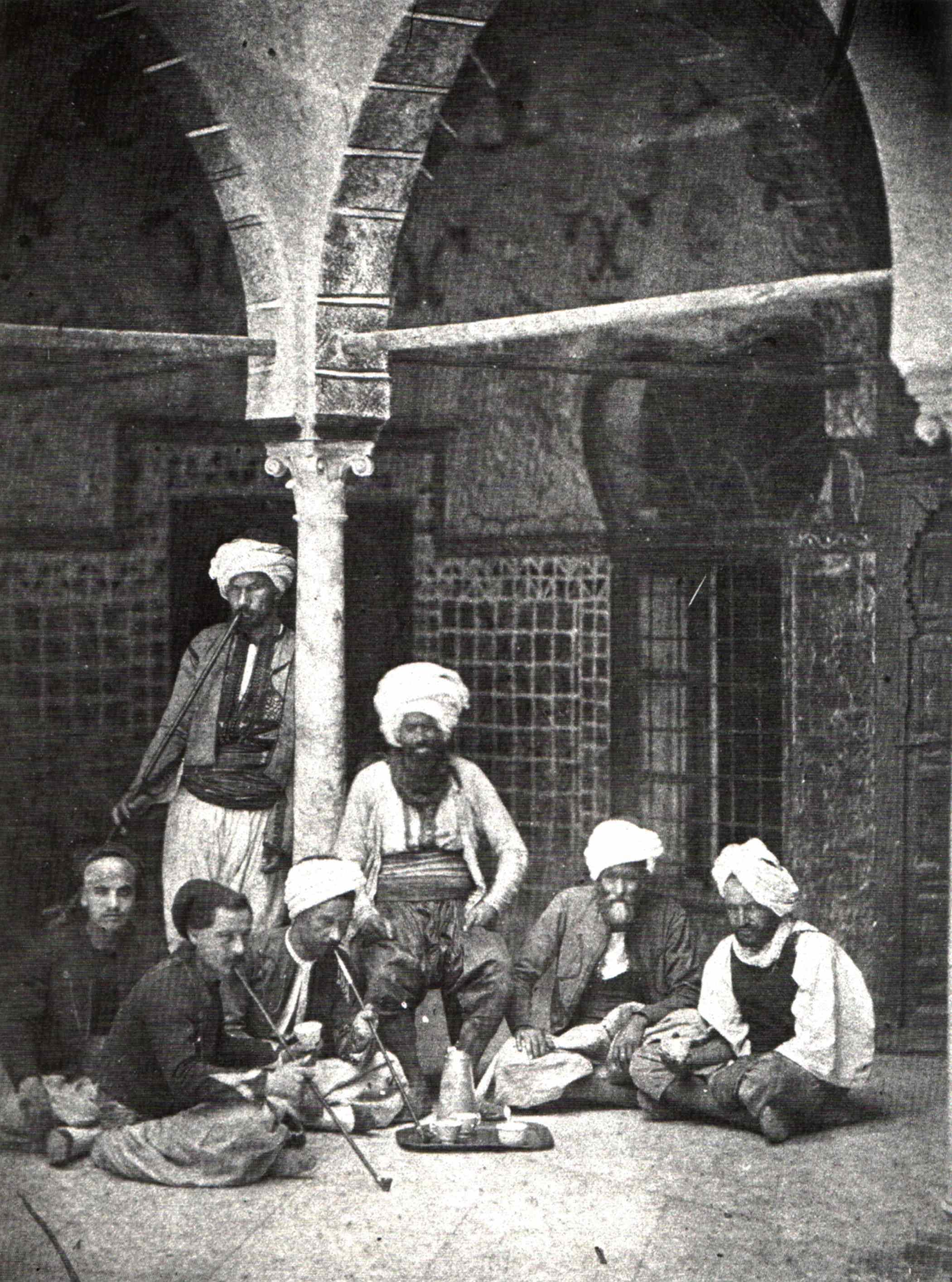
Un maqhah en Jerusalén durante el reinado Otomano en Palestina, 1858

Restaurantes o mata'im ofrecen una brillante gama de aperitivos fríos conocidos como el meze. Notablemente se ofrecen hummus bi tahina, mukhluta, a veces casi una docena de variaciones de ensalada de berenjena, tabulé, fattoush, ensaladas de pimiento y repollo rojo y platos elaborados por el chef son servidos. Bolas de Kibbeh y sfiha son los aperitivos calientes principalmente disponibles. Las comidas pesadas raramente son proporcionados por los restaurantes; sin embargo, los platos principales incluyen shish kebab, shish taouk, costillas de cordero y pechugas de pollo. Tiendas de Falafel o Mahal falafel ofertan falafel y shawarma principalmente con varios contenidos diferentes. También ofrecen hummus o tabulé para ser servido con la comida.
Cafeterías o Al-Maqhah sirven bebidas calientes y refrescos y por lo general se limitan a clientes masculinos -que participan en actividades de ocio como jugar a las cartas o al backgammon y fumar argileh (árabe para la hookah). Confiterías o Mahal al hilaweyat, pueden ser encontradas en los zocos de las ciudades y las ciudades más importantes, ofrecen una amplia gama de dulces comunes con los palestinos, como, kanafeh, baklawa y galletas con sabor a anís. Tiendas familiares a menudo sirven al menos un tipo de dulce que ellos mismos crearon. La ciudad de Nablus, en particular, son mundialmente famosos por sus exquisitos dulces árabes, y tienen algunas de las tiendas de dulces más antiguas de Palestina.

## Bebidas

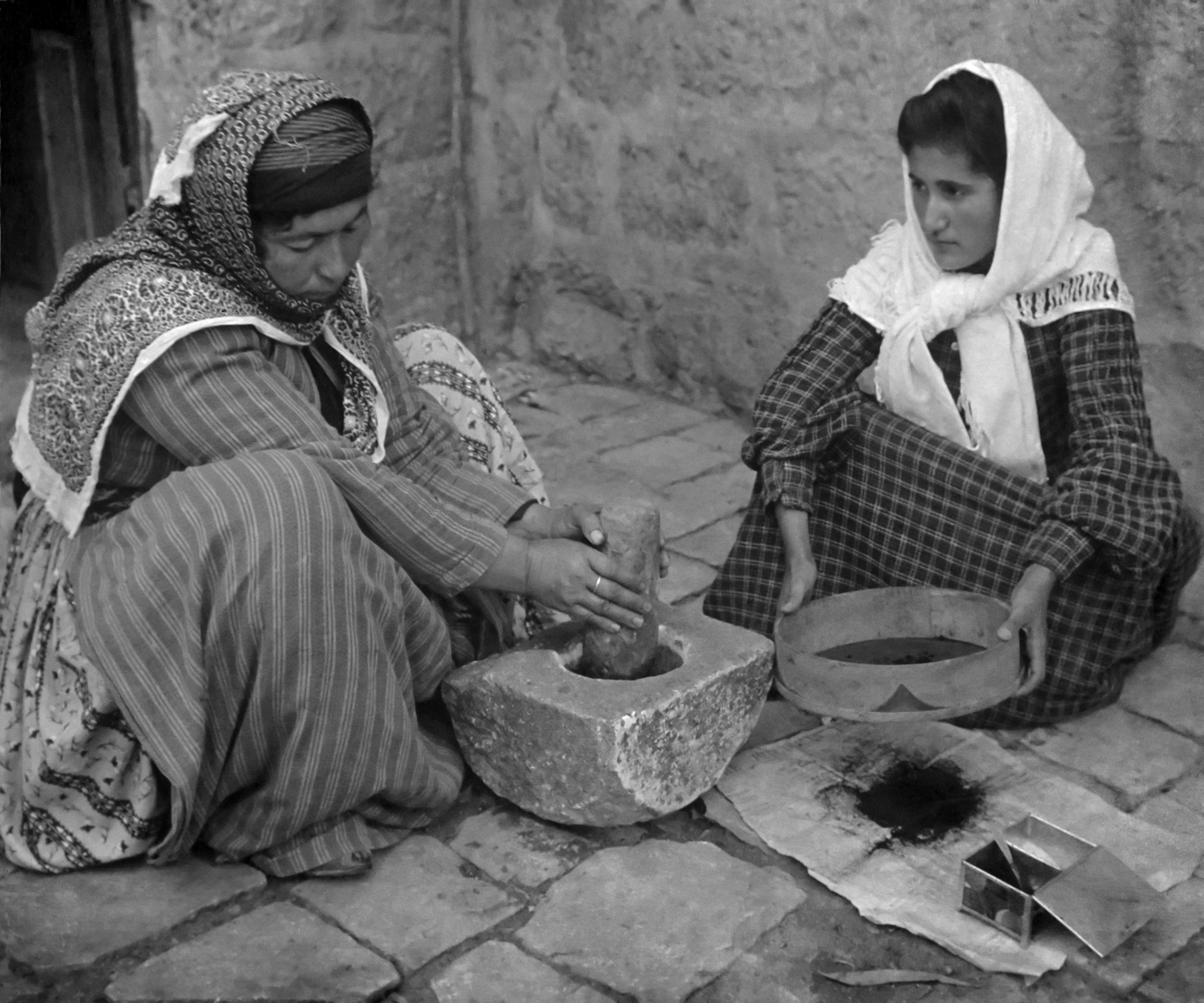
Mujer palestina moliendo café, 1905

### Bebidas sin alcohol
Los refrescos también son comunes en los hogares palestinos y la ciudad de Ramallah existe una planta embotelladora de Coca-Cola, mientras que Gaza, Hebrón y Naplusa tienen centros de distribución. Una planta de Pepsi-Cola en Gaza fue cerrada en 2007.
Jugos de frutas hechos en casa son también una bebida común de la casa durante los días cálidos y durante el Ramadán, el mes sagrado de ayuno de los musulmanes. En la cultura palestina, el café y el té se sirve tradicionalmente a los adultos durante una visita o reunión, mientras que el jugo se sirve principalmente a los niños. Sin embargo, en ocasiones especiales a todo el mundo se le sirven jugos como tamar hind o qamar deen. Tamar hind, originario de África es una bebida de regaliz hecho por inmersión o infusión de palos de regaliz, y la adición de jugo de limón. Qamar Deen se sirve tradicionalmente para romper el ayuno del Ramadán (así como el agua), y es una bebida helada a partir de una hoja seca de albaricoque empapadas en agua, y se mezcla con jugo de limón o jarabe.
Rose o la menta de agua es una bebida comúnmente añadida a los dulces y platos palestinos. Sin embargo, también es una bebida popular por su cuenta, y es visto como refrescante en los veranos calientes. Las hierbas como la salvia también se pueden hervir con agua para crear una bebida que a veces se utiliza con fines medicinales. Una bebida caliente a base de leche endulzada con salep adornada con nueces, ralladura de coco y canela, se conoce como sahlab y es principalmente servido durante la temporada de invierno.

### Café y té
Dos bebidas calientes que los palestinos consumen es el café -servido en la mañana y durante todo el día- y el té que a menudo se ingiere por la noche. El té se suele saborizar con na'ana (menta) o maramiyyeh (salvia). El café de elección suele ser café turco o árabe. El café árabe es similar al café turco, pero el primero es especiado con cardamomo y suele ser sin azúcar.
Entre los beduinos y la mayoría de otros árabes en toda la región de Palestina, café amargo, conocido como qahwah sadah (Lit.café normal), era un símbolo de la hospitalidad. Verter la bebida era ceremonial;  implicaba al anfitrión o su hijo mayor moviéndose hacia la derecha entre los invitados- que eran juzgados por la edad y el status- vertiendo el café en pequeñas tazas de una olla de latón. Se consideraba "educado" que los invitados sólo aceptaran tres tazas de café y luego terminaran su última copa diciendo daymen, que significa "siempre", pero con la intención de significar "puede siempre contar con los medios para servir el café "..

### Licor
Un licor de gran consumo entre los cristianos palestinos y muchos musulmanes menos estrictos es Arak. Arak es una bebida alcohólica con sabor a anís claro, que se mezcla con agua para ablandarlo y darle un color blanco cremoso. Se consume en ocasiones especiales como fiestas, bodas y reuniones o con el meze. La cerveza es también una bebida consumida y la ciudad palestina de Taybeh en el centro de Cisjordania contiene la única fábrica de cerveza en los territorios palestinos. Además de cerveza normal, la fábrica de cerveza produce la cerveza sin alcohol para los musulmanes estrictos.

## Cocina festiva
Hay una marcada diferencia entre los platillos que los palestinos comen a diario y aquellos reservados para las festividades-que incluyen celebraciones religiosas y familiares de los musulmanes y los cristianos.

### Ramadan
En el pasado, durante el mes de ayuno del Ramadán, el Musaher de un pueblo gritaba y golpeaba el tambor para despertar a los residentes de la ciudad para el suhoor (lit. 'alba') - por lo general muy temprano en la mañana, entre las 4-6 a. m.. Las comidas consumidas durante este tiempo son ligeras y alimentos que incluyen labeneh, queso, pan y huevos fritos o hervidos junto con diversos líquidos para beber. La llamada del muecín a la oración del alba marcó el comienzo de sawm o ayuno.
Romper el ayuno del día tradicionalmente comienza con el breve consumo de dátiles y una bebida fría. Los palestinos hacen una variedad de bebidas a base de fruta, incluidos los sabores, tamar hindi o tamarindo, sous o regaliz, kharroub o algarrobos y qamar eddine. Tamar Hindi se hace remojando tamarindos en agua durante muchas horas, luego se cuela, endulza y mezcla con agua de rosas y jugo de limón. Kharroub se hace de manera similar pero en lugar de tamarindo, se utiliza el algarrobo. Qamar Eddine está hecho de albaricoques secos cocidos y enfriados.
El término iftar  tiene un significado diferente en el Ramadán en el que se utiliza para describir la "ruptura del ayuno" a diferencia de su sentido común de desayuno en la mañana. Iftar comienza con la sopa, ya sea de lentejas, verduras o freekeh. Shurbat freekeh ("sopa freekeh") está hecho de trigo verde cocido en caldo de pollo. Hay una amplia variedad de comidas que se sirven durante el iftar, que van desde pequeños platos o tazones a base de vegetales o saniyyehs (platos o bandejas grandes) de una carne en particular. Pequeños platos comunes en la mesa de la cena son Bamia-un nombre para la okra en pasta de tomate, mloukhiyeh-guiso de malava-o maqali, una gran variedad de tomates fritos, berenjenas, patatas, pimientos y el calabacín. Pilaf o freekeh normalmente se sirven junto a la carne de la cena. Cada familia prepara comida extra para mantener a sus vecinos y los menos afortunados, quienes deben recibir una versión igual de los alimentos consumidos en el hogar.

### Postres de las festividades

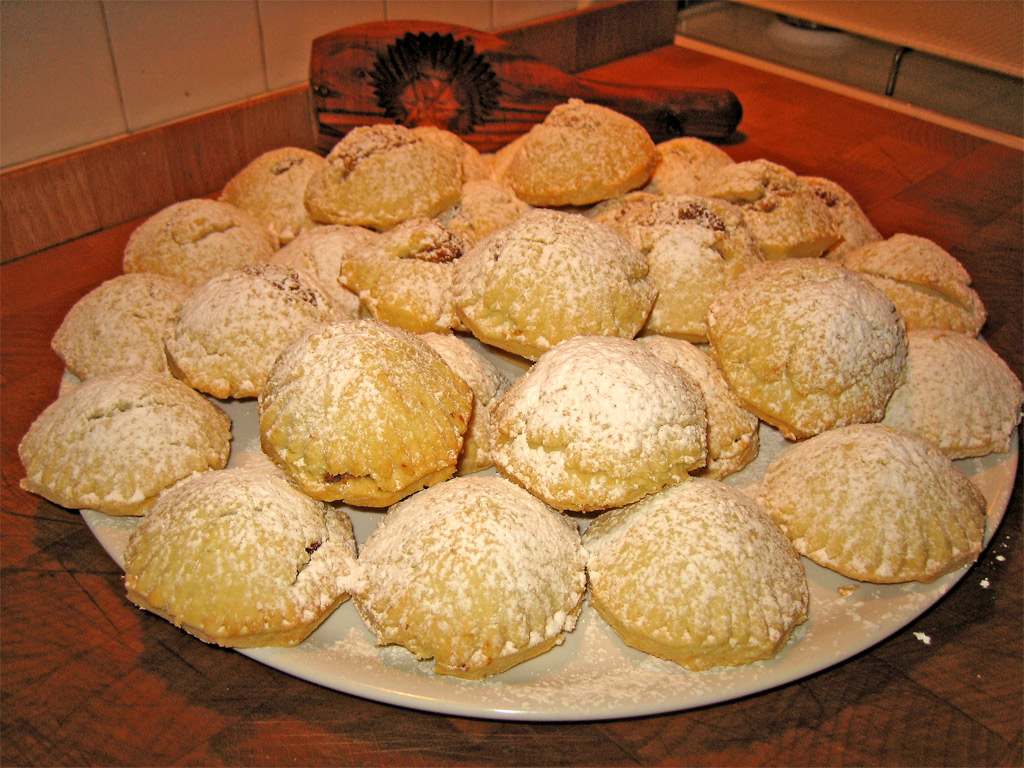
Ka'ak estilo libanés con ma'amoul

Un postre palestino común reservado sólo para el Ramadán es el qatayef, que podría ser proporcionado por los numerosos vendedores ambulantes en varias ciudades palestinas más importantes, así como los hogares palestinos típicos. Qatayef es el nombre general de los postres en su conjunto, pero más específicamente, el nombre de la masa que actúa como una base. El resultado de verter la mezcla en un plato redondo caliente es similar a los panqueques, exceptoq que un solo lado se cocina, y luego se dobla. La pastelería está llena de queso de cabra sin sal o nueces molidas y la canela. A continuación, se cuece y se sirve con un jarabe de azúcar y agua caliente o a veces la miel.
Ka'ak bi 'Awja es una pasta de sémola dulce llena de dátiles de tierra llamados 'Ajwa o nueces. El postre es una comida tradicional para los cristianos durante la Pascua, sin embargo,  ka'ak bu awja también se prepara hacia el final del Ramadán, para ser comido durante el Eid al-Fitr, una fiesta musulmana inmediatamente después de Ramadán, así como durante Eid al-Adha. Durante mawlid-la fiesta en honor al nacimiento del profeta Muhammad- se sirve el Zalabieh que consiste en pequeñas y crujientes bolas de masa frita en jarabe. La masa está hecha de harina, levadura y agua. 

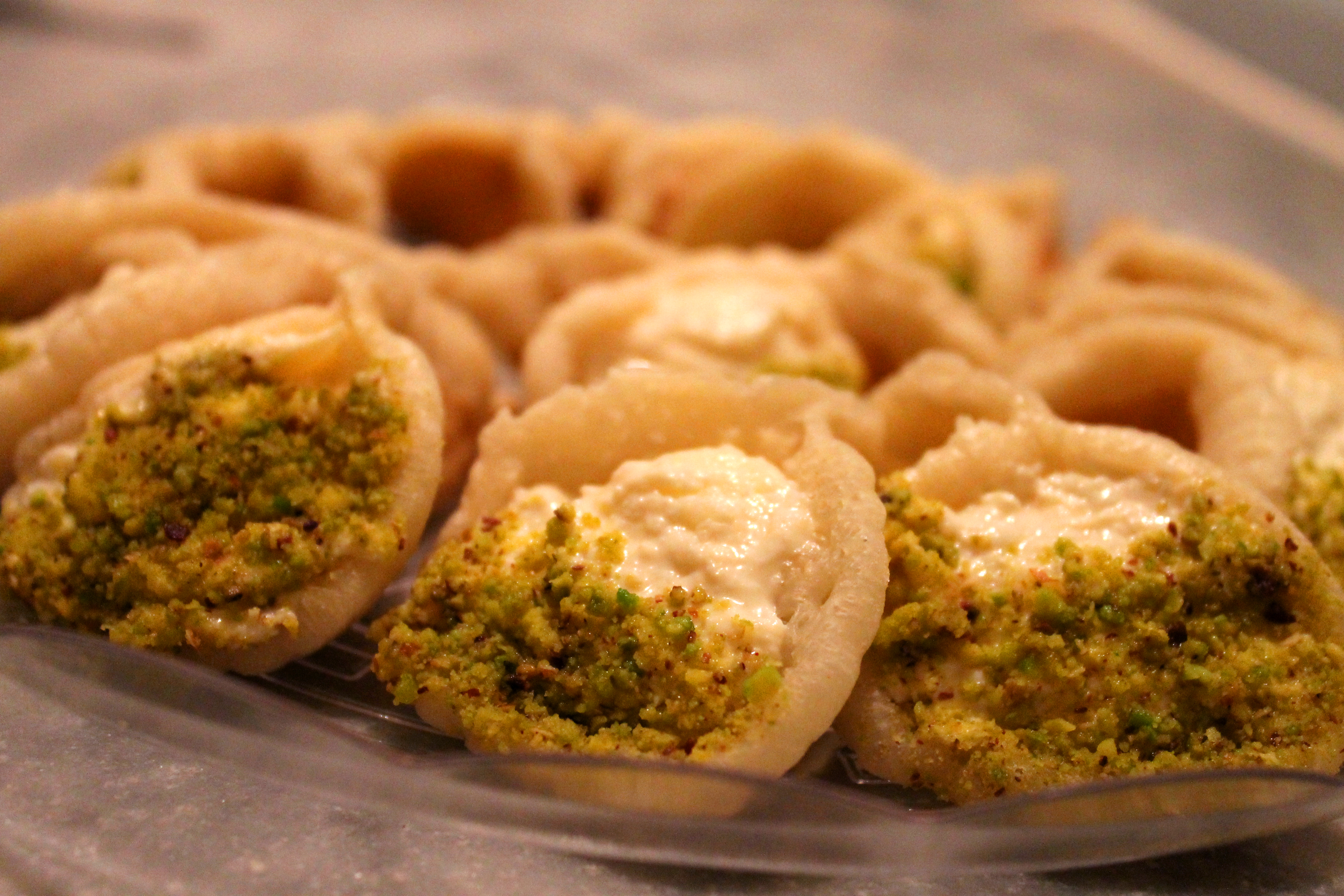
Qatayef

Un pudín especial llamado Mughli se prepara para un niño recién nacido. El postre está hecho de arroz molido, azúcar y una mezcla de especias, adornado con almendras, piñones y nueces. Un diente nuevo de un bebé se celebra con tazones de trigo endulzado o cebada y dulces servidos después de la circuncisión de un niño incluyen baklava y burma. Las familias cristianas en el duelo sirven un bollo dulce conocido como Rahmeh. Es un alimento comido en memoria de los muertos y como un gesto de bendecir el alma de la persona fallecida. La Iglesia Ortodoxa Griega ofrece una bandeja especial con trigo cocido cubierto de azúcar y dulces después de un funeral.

## Lectura adicional
- Christiane Dabdoub Nasser, Classic Palestinian Cookery, Saqi Books, London, 2001, ISBN 0-86356-548-4
- Christiane Dabdoub Nasser, Classic Palestinian Cuisine, Saqi Books, London, 2008, ISBN 0-86356-618-9
- Aziz Shihab, A Taste of Palestine: Menus and Memories, Corona Publishing Co. ISBN 0-931722-93-4
- "The Middle Eastern Kitchen", Ghillie Basan. E. Tuttle Pub, 2005
- "Classic Palestinian Cookery", Christiane Dabdoub Nasser, Ed. Saqi Books, 2001
- "A Taste of Palestine: Menus and Memories", Aziz Shihab, Ed. Corona Publishing Co., 1993

- Datos: Q1154594
- Multimedia: Cuisine of Palestine / Q1154594